# Charity Opara
Charity Opara-Asonze, nigerijska atletinja, * 20. maj 1972, Owerri, Nigerija.
Nastopila je na olimpijskih igrah v letih 1996 in 2000, leta 1996 je osvojila srebrno medaljo v štafeti 4×400 m, leta 2000 je bila v isti disciplini četrta. Na afriških prvenstvih je osvojila dve zlati medalji v štafeti 4x400 m in srebrno v teku na 400 m, na igrah Skupnosti narodov pa bronasti medalji v teku na 400 m in štafeti 4×100 m. Leta 1992 je prejela štiriletno prepoved nastopanja zaradi dopinga.